# تينا براء
تينا براء (بالألمانية: Tina Bara)‏ هي مصورة ألمانية، ولدت في 18 مارس 1962 في كلاينماخنوف ‏ في ألمانيا.